# Catedrala Sfântul Ioan Botezătorul din Ploiești
Catedrala Sfântul Ioan Botezătorul, situată pe Bulevardul Republicii nr. 12, este cea mai impunătoare biserică din Ploiești și unul din principalele repere arhitectonice ale municipiului. Clopotnița catedralei este încadrată pe lista monumentelor istorice din județul Prahova cu numărul de cod LMI PH-II-m-A-16261.

## Istoric
În anii 1810-1811, la periferia vestică a orașului a fost construită o modestă biserică de lemn, având hramul Sfântul Ioan. Unele surse susțin că biserica a fost realizată de refugiați bulgari care locuiau în mahalaua Sfântul Ioan. În timp, biserica de lemn a început să se degradeze, iar locuitorii mahalalei, ortodocși de etnie română, bulgară, greacă sau sârbă, au colectat bani și au construit, între 1841 și 1842, o biserică nouă, din cărămidă, dar pe structură din lemn.
În perioada interbelică a apărut ideea construirii unei clopotnițe monumentale pentru Biserica Sfântul Ioan Botezătorul, ca un monument ridicat în memoria eroilor români căzuți în Primul Război Mondial. S-a sugerat ca pe viitor și biserica să fie înlocuită cu o adevărată catedrală.
Proiectul clopotniței, unul foarte complex, a fost încredințat arhitectului Toma T. Socolescu, iar lucrările au demarat pe 18 noiembrie 1923. Piatra de temelie a fost pusă de Principele Moștenitor Carol, viitorul rege Carol al II-lea. La construcție au participat și militari ai Regimentului 32 Mircea din Ploiești, iar materialele folosite au fost aduse din locuri unde s-au dat lupte în timpul războiului: blocuri de piatră de la Oituz, cărămidă de la Mărășești, pietriș de la Doaga și de pe Valea Șușiței. Lucrările s-au încheiat pe 10 mai 1939.
Clopotnița ridicată este o construcție masivă, iar lucrările s-au executat pe o suprafață de 220 de metri. Fundația are o adâncime de 4 m, turla principală are înălțimea de 55 de metri (după alte surse 59 sau 60 de metri), iar celelalte două turle au înălțimi de 28 de metri. Motivele arhitecturale predominante ale edificiului sunt cele de natură religios-tradițională. Toate icoanele mari sunt îmbrăcate în argint suflat cu aur, în altar este amplasat un baldachin similar celor din mitropolii și episcopii, iar catapeteasma este sculptată, înflorată și colorată în verzui-auriu.
În anul 1966, autoritățile comuniste au construit în apropierea ei un bloc înalt de șapte etaje care maschează catedrala.
În 1997, Regele Mihai I a vizitat catedrala și a luat parte la oficierea unei liturghii.
În anul 2000 au fost demarate ample lucrări de restaurare a catedralei, iar în 2006 s-a hotărât reluarea lucrărilor de extindere a Catedralei Sf. Ioan Botezătorul, așa cum se sugerase în perioada interbelică. Biserica pe structură de lemn aflată în spatele clopotniței construite de Toma T. Socolescu a fost demolată, în locul ei urmând să se ridice o construcție nouă, după un proiect al arhitectului Călin Hoinărescu.